# 인종본질주의

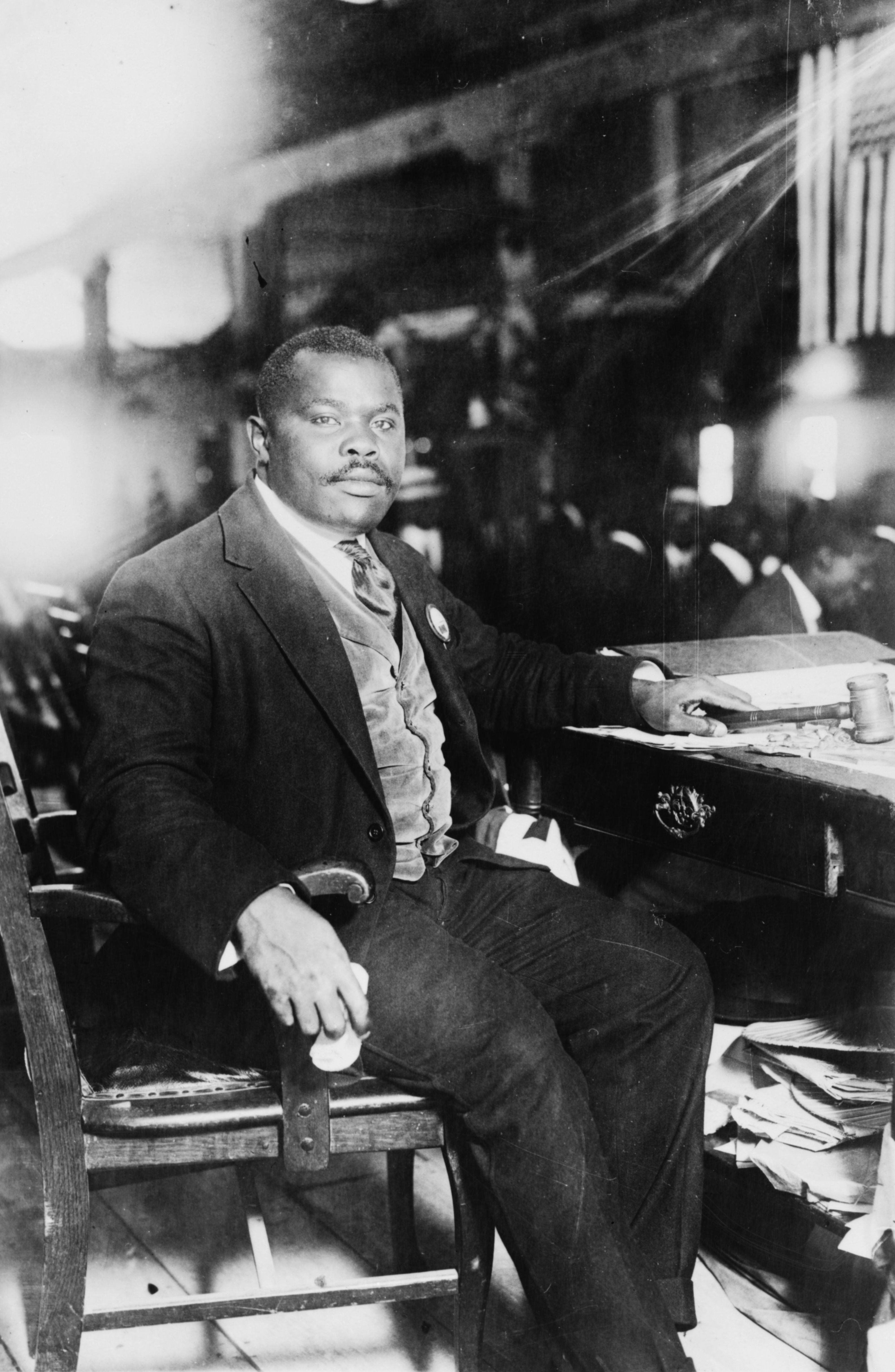
흑민족주의자이며 “아프리카로의 귀환” 운동의 인사 마커스 가비.

인종본질주의 (人種本質主義, Racialism)는 많은 경우 논란적인 인종 분류의 존재와 그 중요성을 긍정하는 신념이다. 특히 학계에서 사용될 때 이는 인종 차별과 구분하려는 의도로 사용되나, 영국에서는 섞어서 사용된다.
인종 분리를 표방하는 정체성의 정치에서 이 용어는 다양한 인종 사이에서 감지된 사회적인 그리고 문화적인 차이점을 강조하려는 의도로 사용될 수 있다. 분리주의자들은 그들이 우월하다고 생각하지는 않으며, 다른 인종에게 적대감을 나타내지는 않으나, 다만 인종의 분리를 주장한다(백분리주의와 흑분리주의를 참고하라). 라스타파리와 타 흑민족주의적 단체들은 강력한 인종적 자긍심과 흑문화 르네상스를 주창한다.
인종본질주의자들은 자주 J. 필립 러시턴(Philippe Rushton) 《인종과 진화 그리고 행동》, 리처드 린(Richard Lynn)의《아이큐와 국부론》, R. J. 헤른스테인(Herrnstein)과 찰스 무레이(Charles Murray) 등의 자칭 과학적인 자료들을 인용한다. 이 중 특히 러시턴의 저작은 인종주의의 반대자에게는 차별주의적으로 인식되며, 다른 저작들은 의사(擬似) 과학으로 치부되거나 실수가 많은 것으로 여겨진다.

## 인종주의 단체의 한 예
- 백국민주의당
- 이슬람 민족 해방 전선